# Pragmática Sanción de 1713
Pragmática Sanción de 1713 (en latín: Sanctio Pragmatica), fue un edicto promulgado por Carlos VI el 19 de abril de 1713, con el objetivo de asegurar que las posesiones hereditarias de la Casa de Habsburgo —que incluían el archiducado de Austria, el reino de Hungría, el reino de Croacia, el reino de Bohemia, el ducado de Milán, el reino de Nápoles, el reino de Sicilia y los Países Bajos austriacos— pudieran ser heredadas por una descendiente del sexo femenino, además de su indivisibilidad. El edicto no afectaba el cargo de Emperador del Sacro Imperio: aunque siendo, por siglos, encabezada por Habsburgo, la corona Imperial seguía siendo electiva, no hereditaria.
Carlos y su esposa Isabel Cristina hasta ese momento no tenían hijos, y desde 1711 Carlos era el único miembro sobreviviente de la Casa de Habsburgo. El hermano mayor de Carlos, José I, había muerto sin dejar descendencia masculina, dejando a su hija María Josefa de Austria como  presunta heredera. Esto presentaba dos problemas. Primero, un acuerdo previo con su hermano conocido como el Pacto mutuo de sucesión (1703) había acordado que, en ausencia de herederos varones, las hijas de José tendrían prioridad sobre las hijas de Carlos en todas las tierras de los Habsburgo. Aunque en ese momento Carlos no tenía hijos, si solo sobrevivieran sus hijas, serían eliminados de la herencia. En segundo lugar, debido a que la ley sálica impedía la herencia femenina, Carlos VI necesitaba tomar medidas extraordinarias para evitar una disputa de sucesión prolongada —como había sucedido en guerra de sucesión española—, ya que otros demandantes seguramente habrían impugnado una herencia femenina.
Finalmente, Carlos VI fue sucedido por su propia hija mayor, María Teresa (nacida en 1717). Sin embargo, a pesar de la promulgación de la Pragmática Sanción, su acceso en 1740 trajo como resultado el estallido de la guerra de sucesión austriaca, ya que Carlos Alberto de Baviera, respaldado por Francia, impugnó su herencia. Después de la guerra, la herencia de María Teresa de las tierras de los Habsburgo fue confirmada por el Tratado de Aquisgrán (1748), mientras que la elección de su esposo Francisco I como Emperador del Sacro Imperio Romano había sido asegurada por el Tratado de Füssen de 1745.

## Contexto
En 1700, la línea mayor de la Casa de Habsburgo se había extinguido con la muerte del rey Carlos II de España. Siguió la Guerra de sucesión española, con Luis XIV de Francia reclamando las coronas de España para su nieto Felipe, y Leopoldo I  del Sacro Emperador Romano reclamándolas para su hijo Carlos. El Pacto fue ideado por el emperador Leopoldo I, con motivo de la partida de Carlos a España. Estipulaba que la reivindicación de los dominios españoles debía ser asumida por Carlos, mientras que el derecho de sucesión al resto de los dominios de los Habsburgo recaería en su hermano mayor, José, y así dividiría la Casa de Habsburgo en dos líneas. El Pacto también especificaba la sucesión a los hermanos: ambos serían sucedidos por sus respectivos herederos varones, pero si uno de ellos dejaba de tener un hijo, el otro lo sucedería en todos sus reinos. Sin embargo, si ambos hermanos muriesen sin dejar hijos, las hijas del hermano mayor (José) tendrían absoluta precedencia sobre las hijas del hermano menor (Carlos) y la hija mayor de José ascendería a todos los tronos de los Habsburgo.

## Reconocimiento extranjero
Durante 10 años, Carlos VI trabajó, con el apoyo de su asesor más cercano, Johann Christoph von Bartenstein, para que su sanción fuera aceptada por las cortes de Europa. Solo el Electorado de Sajonia y el Electorado de Baviera no lo aceptaron porque era perjudicial para sus derechos de herencia. (Federico Augusto II, elector de Sajonia estaba casado con María Josefa de Austria y Carlos, elector de Baviera con María Amelia de Austria, ambas hijas del difunto hermano mayor de Carlos, José I).
- Francia aceptó a cambio del ducado de Lorena, en virtud del Tratado de Viena (1738).[13]
- La aceptación de España también se consiguió bajo el Tratado de Viena (1738). En 1731, el príncipe español Carlos, de 15 años, se convirtió en duque de Parma y Piacenza, como Carlos I, tras la muerte de su abuelo sin hijos, Antonio Farnesio. Continuó para conquistar Nápoles y Sicilia, después de lo cual devolvió Parma al emperador por el Tratado de Viena (1738). En 1759, se convirtió en rey de España como Carlos III.[13]
- Gran Bretaña y la República neerlandesa aceptaron a cambio del cese de operaciones de la Compañía de Ostende.[14]
- El rey Federico I de Prusia aprobó por su lealtad al Emperador.[14]

Carlos VI se comprometió con Rusia y Augusto de Sajonia, rey de Polonia, lo que provocó dos guerras: la guerra de sucesión polaca, contra Francia y España, que le costó Nápoles y Sicilia, y la Guerra ruso-turca (1735-1739), que le costó la Pequeña Wallachia y el norte de Serbia, incluida la fortaleza de Belgrado.

## Reconocimiento interno

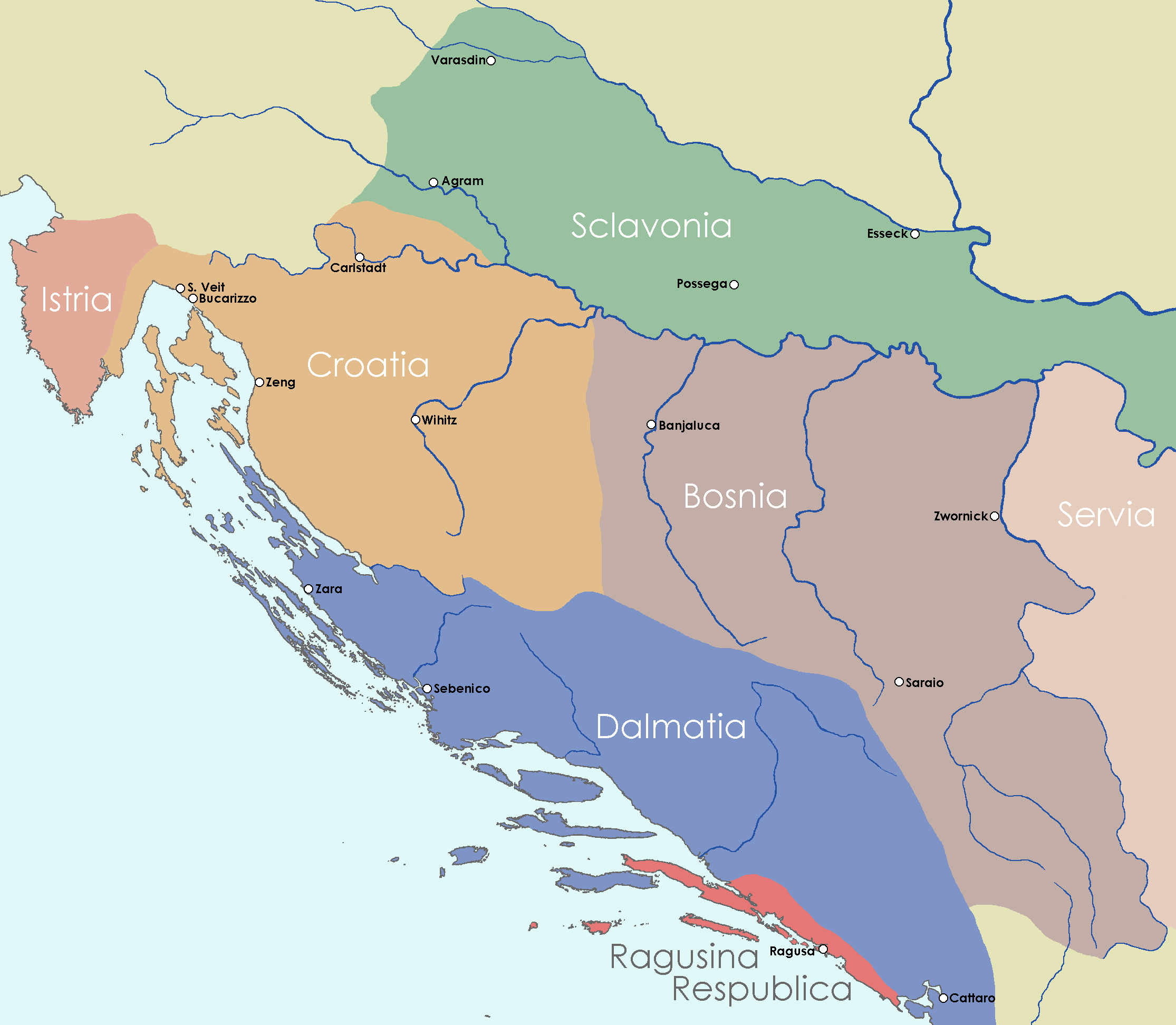
El reino de Croacia y otras tierras croatas en el momento de la Pragmática Sanción.

Hungría,  que tenía una monarquía electiva, había aceptado a la casa de Habsburgo como reyes hereditarios por línea masculina sin elección en 1687, pero no la herencia semi-sálica. El rey-emperador estuvo de acuerdo en que si la línea masculina de los Habsburgo se extinguía, Hungría volvería a tener una monarquía electiva; lo mismo sucedía con el gobierno en el reino de Bohemia.
El Parlamento húngaro votó su propia Pragmática Sanción de 1723 en la que el reino de Hungría aceptaba la herencia femenina que respaldaba a María Teresa —hija mayor de Carlos VI— para convertirse en reina de Hungría. En 1777, María Teresa promulgó el rescripto que entregó el puerto de Rijeka al control húngaro.
Por su parte, Croacia fue una de las tierras de la corona que apoyó la Pragmática Sanción del Emperador Carlos de 1713 y apoyó a la emperatriz María Teresa en la guerra de sucesión de Austria de 1741-1748 y el Parlamento croata firmó también su propia Pragmática Sanción de 1712. Posteriormente, la emperatriz hizo significativas contribuciones a los asuntos croatas emprendiendo varios cambios en el control administrativo de la Frontera Militar, en el sistema feudal y el sistema tributario.

## Consecuencias
Carlos VI pasó el tiempo de su reinado preparando a Europa para la llegada de una gobernante femenina. Aunque su hija María Teresa era la heredera, sus relativamente escasos recursos militares y financieros, le hacían parecer en una posición de debilidad frente a las ambiciones territoriales de algunos de sus vecinos. Aunque Carlos VI consiguió que la mayoría de los estados que conformaban el Sacro Imperio aceptaran la Pragmática, tras su fallecimiento el rey Federico II de Prusia no la respetó e invadió Silesia en diciembre de 1740 mientras reclamaba la soberanía sobre ese territorio en virtud del Tratado de Brieg de 1537 que estipulaba que los Hohenzollern (la dinastía de Federico II) serían los herederos de Silesia si la rama primigenia (por línea de varón) desaparecía. con lo que se inició la primera guerra de Silesia (1740-1742). Francia, Baviera y Sajonia también rompieron sus promesas y cuestionaron las pretensiones de su hija María Teresa sobre sus tierras austríacas e iniciaron la guerra de sucesión austriaca, en la que Austria perdió definitivamente Silesia ante Prusia.
Además, la oficina electiva del emperador del Sacro Romano fue ocupada por el yerno de José I, Carlos Alberto de Baviera, siendo la primera vez en siglos que el puesto no era ocupado por un Habsburgo. Ya como emperador Carlos VII, perdió su propio país, Baviera, frente al ejército austríaco de la prima de su esposa, María Teresa, y luego murió. Su hijo, Maximiliano III José, elector de Baviera, renunció a las reivindicaciones sobre Austria a cambio del regreso de su ducado paterno de Baviera. El marido de María Teresa fue elegido emperador del Sacro Imperio como Francisco I en 1745. El Tratado de Aquisgrán, en 1748, finalmente reconoció el gobierno de María Teresa.